# Баттен, Дженнифер
Дженнифер Баттен (род. 1957) — американская гитаристка, выступает как сессионный музыкант и соло-исполнитель.
Дженнифер — автор двух книг о музыке, также увлекается созданием художественных витражей.

## Биография
Родилась 29 ноября 1957 года в Нью-Йорке.
Начала обучаться игре на гитаре в возрасте 8 лет, когда отец купил ей гитару.
Её первым музыкальным влиянием были The Beatles и The Monkees. Позже Дженнифер училась игре на гитаре в колледже, играя в джазовом биг-бэнде, а затем окончила Musicians Institute в Лос-Анджелесе. Экспериментировала игрой обеими руками, обучаясь у коллеги по Musicians Institute — Стива Линча.
Баттен выступала как гитаристка в мировых турах Майкла Джексона, посвященных его альбомам Bad (1987—1989), Dangerous (1992—1993) и HIStory (1996—1997).
В 1999 году она присоединилась к легендарной британской группе The Jeff Beck Group и в течение трёх лет работала с ней.
В 2010 году она записала сольную на песню Bad Girls с польской певицей Дода.
В 2004 году Дженнифер Баттен посетила Россию и Украину (Санкт-Петербург, Москва, Киев), где провела мастер-классы.
В 2018 году Дженнифер Баттен выступила в ряде городов России в рамках совместного тура с гитаристом Романом Мирошниченко.